# Orthotrichia dampfi
Orthotrichia dampfi är en nattsländeart som först beskrevs av Georg Ulmer 1963.  Orthotrichia dampfi ingår i släktet Orthotrichia och familjen smånattsländor. Inga underarter finns listade i Catalogue of Life.